# 三翅萼
三翅萼（学名：Legazpia polygonoides）为玄参科三翅萼属下的一个种。